# Xã Huss, Quận Roseau, Minnesota
Xã Huss (tiếng Anh: Huss Township) là một xã thuộc quận Roseau, tiểu bang Minnesota, Hoa Kỳ. Năm 2010, dân số của xã này là 120 người.